# Short 360
El Shorts 360 (también conocido como SD3-60) es un avión de pasajeros construido por Short Brothers. Los Shorts 360 tienen una capacidad de 36-39 plazas y se introdujo en servicio en 1981. Se trata de una versión más grande de la Short 330.

## Desarrollo
El Short 360 es un derivado de 36 plazas del Short 330 de 30-33. En configuración de alta densidad puede alojar a 39 pasajeros. Los dos aviones Short comparten un alto grado de similitud y son muy cercanos en dimensiones y tamaño. El 360 se identifica fácilmente por una cola más grande. El 360 tiene 3 pies (91 cm) de fuselaje adicional que permite dos filas más de asientos y seis pasajeros adicionales, mientras que la longitud extra suaviza el perfil aerodinámico y reduce la resistencia. Los asientos están distribuidos con dos asientos en el lado de estribor de la cabina y un asiento en el lado de babor. Su potencia es suministrada por dos motores Pratt & Whitney PT6A-65Rs. El desarrollo fue anunciado en 1980, con el primer vuelo del prototipo el 1 de junio de 1981, y el 3 de septiembre de 1981 adquirió su certificación. 

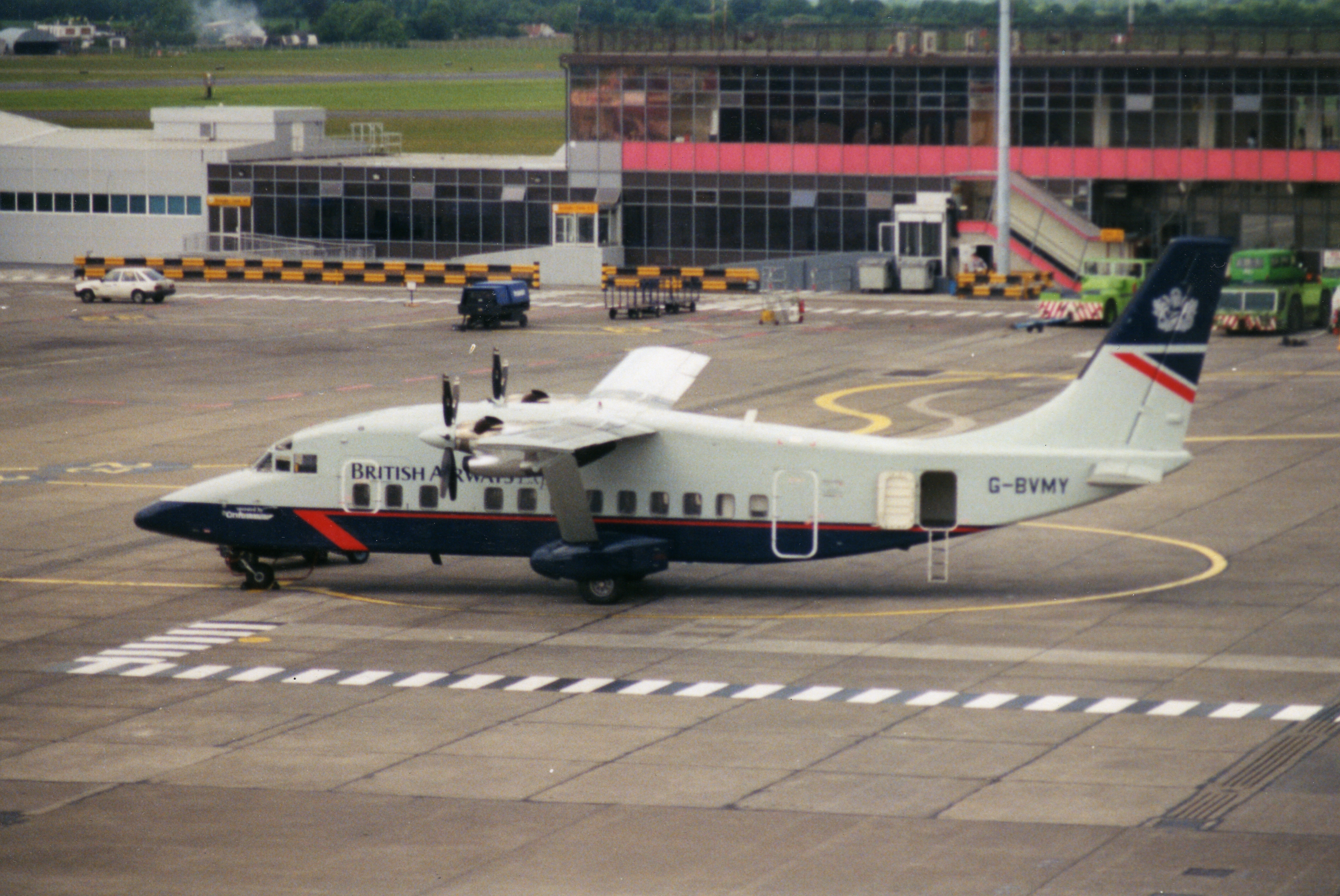
British Airways Express en el Aeropuerto de Dublín año 1995.

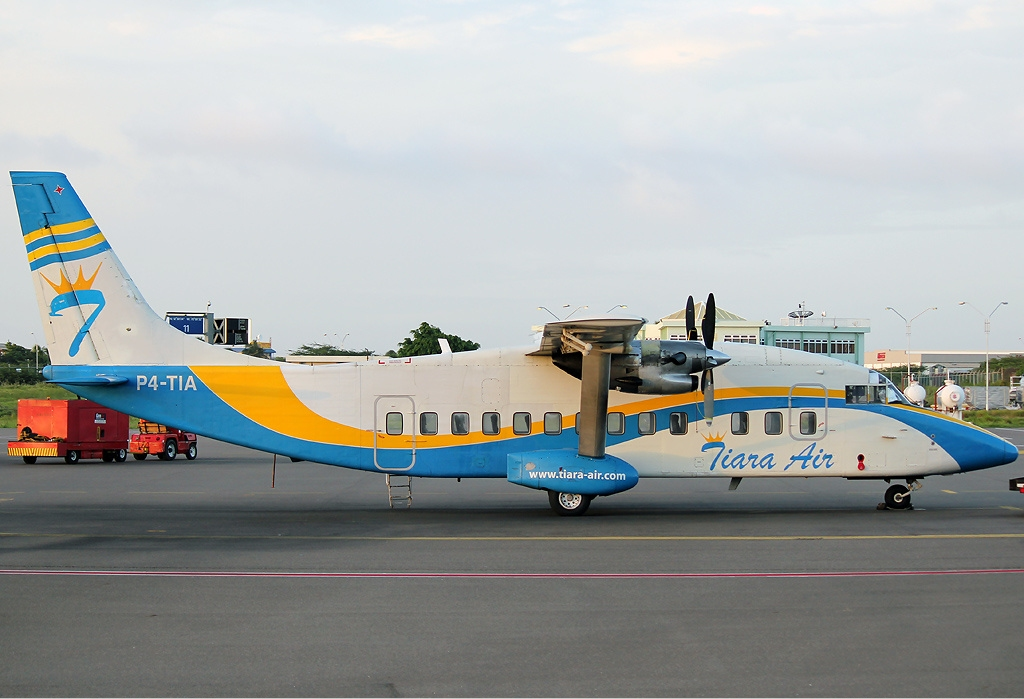
Tiara Air en Aruba

Una vez en producción, la compañía lanza al mercado modelos con mejoras, el primero de los cuales fue el '360 Advanced' con motores de 1.424 shp (1.062 kW) modelo PT6A-65-RA. Este modelo fue introducido a finales de 1985, seguido pronto por el mejorado '360/300', que entró en servicio en marzo de 1987. El 360/300 introdujo avanzadas hélices de seis palas, motores PT6A-67R más potentes, y otras mejoras aerodinámicas, dando una mayor velocidad de crucero y mejorado rendimiento. El 360/300 también se construyó en la configuración de carga 360/300F. La producción total fue de 164 aviones.

## Historia

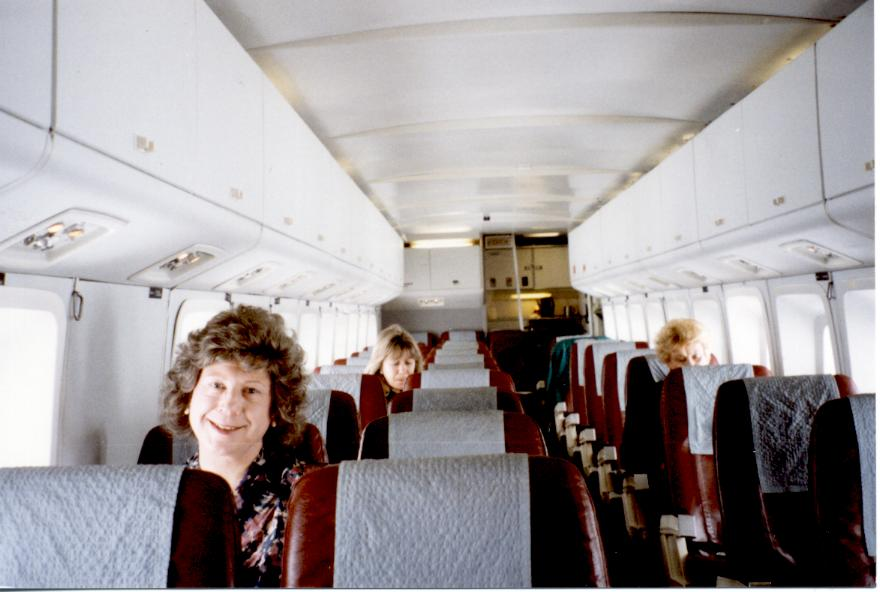
Cabina interior de Manx Airlines Short 360 mostrando 2-1 configuración de asientos

El Short 360 entró en servicio con Air Suburban (más tarde se fusionó con Allegheny Airlines / US Airways) en noviembre de 1981. Debido a sus fortalezas y antecedentes de buena reputación con el modelo 330, los 360 encontró un nicho en el uso en vuelos regionales en todo el mundo, al ser capaz de operar cómodamente en pistas de 4.500 pies (1.400 m) y otorgando acceso a aeropuertos que serían imposibles de operar con otros aviones. Con una velocidad de crucero de 215 mph (370 km / h) a una altitud de 10.000 pies (3.048 m), el 360 no fue el más rápido turbohélice del mercado, pero ofrece un rendimiento más que aceptable, por su precio razonable y asequible, combinado con la facilidad de servicio y mantenimiento. Las turbohélices PT6A cumplen normas de la OACI en materia de ruidos, por lo que el 360 y el 330 son uno de los aviones más silenciosos de turbohélice hoy en día. La producción del 360 cesó en 1991 después de 165 entregas.

### Variantes
- 360-100 fue el primer modelo con motores Pratt & Whitney Canada PT6A-65R turboprop.
- 360 Advanced con motores PT6A-65AR mejorados que proveían 1,424 shaft horsepower (1,062 kilowatts) cada uno. Luego el modelo fue renombrado a 360-200. Introducido a finales de 1985.
- 360-300 trajo un motor aún más poderoso, el PT6A-67R con seis hélices dándole más velocidad crucero y rendimiento.
- 360-300F version de carga del -300 con capacidad de cinco contenedores LD3.
- C-23 Sherpa B+ y C son variantes de uso militar del Short 360 operado por las Fuerzas Armadas de los Estados Unidos.[1]

### Accidentes e incidentes
Un total de 11 accidentes de pérdida de fuselaje se han registrado para el Shorts 360.
- 13 de diciembre de 1987: Philippine Airlines vuelo 443 se estrelló en Filipinas y los 15 a bordo murieron.
- 13 de enero de 2000: Un Short 360 de Sirte Oil Company se estrelló cerca de Puerto de Marsa Brega, 22 de los 41  pasajeros y tripulantes a bordo murieron.
- 27 de febrero de 2001: Un Loganair se estrelló en el Fiordo de Forth después del despegue, los dos pilotos murieron.
- 21 de agosto de 2004: Un aparato de la Fuerza Aérea de Venezuela se estrelló contra una montaña cerca de Maracay, murieron las 30 personas a bordo.[3]
- 5 de diciembre de 2011: Un aparato de Tiara Air golpeó a un asno con su tren de la derecha inmediatamente después del despegue.

## Especificaciones (360-300)

#### Características Generales
- Tripulación: Tres (Dos pilotos más uno)
- Capacidad: 36 pasajeros
- Longitud: 70 ft 9⅝ in (21.58 m)
- Envergadura: 74 ft 9½ in (22.80 m)
- Altura: 23 ft 10¼ in (7.27 m)
- Superficie Alar: 454 ft² (42.18 m²)
- Perfil Alar: NACA 63A series (modificado)
- Peso Vacío: 17,350 lb (7,870 kg)
- Peso Máximo de Despegue: 27,100 lb (12,292 kg)
- Motores: 2 × Pratt & Whitney Canada PT6A-67R turboprop, 1,424 shp (1,062 kW) cada uno

#### Rendimiento
- Velocidad máxima: 280 mph (242 kn, 470 km/h  a 10,000 ft/3,048 m)
- Velocidad crucero: 249 mph (216 kn, 400 km/h) a 10,000 ft (3,050 m)
- Velocidad de perdida: 85 mph(73 kn, 136 km/h) (con alerones y tren de aterrizaje desplegados)
- Alcance: 732 mi (636 nmi, 1,178km)
- Máxima altitud: 25,000 ft   (7,600 m)
- Razón de ascenso: 952 ft/min (4.7 m/s)

## Operadores
En agosto de 2006, un total de 87 aviones Short 360 (de todas las variantes) se encontraban en servicio de línea aérea, con Deraya Air Taxi (2), Freedom Air (2), Sur del Pacífico Express (2), Aire Contratistas (3), Benair (1), Air Cargo Carriers (19), Aerolíneas Santo Domingo (1), AirNow (3), Pacific Coastal Airlines (2), Roblex Aviation (7), Servicios Aéreos Profesionales (1) y Trans Executive Airlines (4).

## Antiguos Operadores

### Europa
Alemania
- Nightexpress (2)